# Lagustelli
Lagustelli è la denominazione con cui vengono indicati due laghi di origine carsica, localizzati nella tenuta omonima, sita nel territorio comunale di Percile (Roma), classificati come zona umida di importanza internazionale (convenzione di Ramsar).

## Descrizione dell'area
I Lagustelli si trovano a circa 6 km dall'abitato di Percile e costituiscono una delle attrazioni naturalistiche principali del parco naturale regionale dei Monti Lucretili.
Per quanto riguarda la loro origine è probabile che si tratti di cavità di natura carsica, generatesi in seguito a fenomeni geologici endogeni che provocano crolli in profondità di masse calcaree. 
Il più piccolo dei laghetti, denominato  Marraone è a un livello inferiore, circa 20 metri, rispetto al maggiore e la sua massa d'acqua è ormai ridotta a un piccolo volume, al punto che nei mesi estivi, per le scarse precipitazioni essa può anche sparire del tutto. 
Il lago più grande denominato  Fiaturno ha una forma quasi circolare con un diametro di circa 96 metri e una profondità di 16.
La sua superficie è di circa 9000 m² e il livello delle acque non presenta oscillazioni stagionali rilevanti. 
Sulle rive del Fiaturno è presente una tipica vegetazione palustre che per le particolari condizione di esposizione e l'ambiente incontaminato conserva intatta tutta la sua lussureggiante bellezza.